# جوجل كاليندر
جوجل كاليندر (بالإنجليزية: Google Calendar) إحدى الخدمات التي تقدمها جوجل وهو تطبيق ويب يساعد في تنظيم الوقت والمواعيد. تقوم هذه الخدمة بالتنسيق بين جهات الاتصال على جيميل والرزمانة وقد تم استخدام هذه الخدمة في قاعة دراسة جوجل، لتحديد أوقات انتهاء الواجبات وتواريخ الرحلات الميدانية. يقدم جوجل كاليندر واجهة رسومية مشابهة لتطبيقات الرزمانات لسطح المكتب مما يساعد على سهولة استخدامها. كما أن جوجل كاليندر تسمح بمشاركة الرزمانات بين المستخدمين سواء كانت للقراءة فقط أو للقراءة والتعديل. ومن مميزاتها انها تتوافق مع أي نظام تشغيل كما أنها تتوافق مع معظم متصفحات الويب.

## المميزات

### جي سويت
بالنسبة لمستخدمي خدمة جي سويت من جوجل، وهي حزمة وأدوات برمجية تعاونية من قبل جوجل. لرجال الأعمال والتعليم والعملاء الحكوميين وتقدم وظائف متميزة، فإن جوجل كاليندر يحتوي على ميزة «البحث عن وقت» التي يمكن أن تقترح أفضل وقت لحدث مع مجموعة من الأشخاص، بناءً على الأوقات المتاحة لكل فرد في المجموعة. بالإضافة إلى ذلك، يمكن للميزة جدولة غرفة الاجتماعات.

### قاعة دراسة جوجل
توفر جوجل كاليندر لقاعة دراسة جوجل خدمة التقويم الدراسي، والذي يتيح للطلاب والمعلمين معرفة مواعيد الواجبات والاختبارات والدروس وغيرها من التفاصيل الهامة، والمميز أنها ترتبط بشكل مباشر ببريدك الإلكتروني وبالتقويم المتوافر في هاتفك المحمول.

## وصلات خارجية
- الموقع الرسمي

لا توجد روابط لمواقع التواصل الاجتماعي.